# Dondușeni, Dondușeni
Dondușeni este un sat din raionul Dondușeni, Republica Moldova.

## Istorie
Satul Dondușeni apare pentru prima dată în actele oficială în declarația din 4 martie 1773 privind contribuabilii din ținutul Iași, realizată în cadrul recensământului din anii 1772-1773.

## Demografie

### Structura etnică
Structura etnică a satului conform recensământului populației din 2004:
| Grup etnic         | Populație | % Procentaj |
| ------------------ | --------- | ----------- |
| Moldoveni / Români | 1.630     | 96,16%      |
| Ucraineni          | 34        | 2,01%       |
| Ruși               | 21        | 1,24%       |
| Țigani             | 5         | 0,29%       |
| Bulgari            | 2         | 0,12%       |
| Găgăuzi            | 1         | 0,06%       |
| Alții              | 2         | 0,12%       |
| Total              | 1.695     | 100%        |

## Administrație și politică
Componența Consiliului local Dondușeni (9 consilieri), ales la 5 noiembrie 2023, este următoarea:
|  | Partid                                       | Consilieri | Componență | Componență | Componență | Componență | Componență | Componență | Componență | Componență |
|  | -------------------------------------------- | ---------- | ---------- | ---------- | ---------- | ---------- | ---------- | ---------- | ---------- | ---------- |
|  | Partidul Socialiștilor din Republica Moldova | 8          |            |            |            |            |            |            |            |            |
|  | Partidul Acțiune și Solidaritate             | 1          |            |            |            |            |            |            |            |            |